# COM DEV International
COM DEV International war ein kanadischer Hersteller von Telekommunikations- und Satellitentechnik für zivile wie die militärischen Luft- und Raumfahrt. Das Unternehmen entwickelte und produzierte unter anderem Mikrowellensysteme, Weichen, optische Systeme, spezielle Sat-Antennen und Baugruppen für Telekommunikationsanwendungen.

## Geschichte
Das Unternehmen wurde 1993 gegründet und spezialisierte sich auf die Mikrowellentechnik für die wachsende Luft- und Raumfahrtindustrie. 2016 wurde COM DEV von dem US-amerikanischen Industriekonzern Honeywell übernommen.

## Produkte
COM DEV stellte unter anderem folgende Bauteile her:
- Telemetrie-, Kommunikations- und Kontrollmodule
- Multiplexer, Schaltnetze und Filter
- Frequenzweichen für Mikrowellen
- Modulatoren, Regler
- Oberflächenwellenfilter
- Baugruppen für Luft-, Airline-Telekommunikation
- spezielle Sat-Antennen

Das Unternehmen war als Lieferant oder Hersteller unter anderem an folgenden Satellitenprojekten beteiligt:
- ExactView 1
- Terra
- CloudSat
- Swift
- Meteosat
- M3MSat – Maritime Monitoring and Messaging Microsatellite
- JWST – James Webb Space Telescope[5]

COM DEV kooperierte dabei mit Raumfahrtorganisationen wie zum Beispiel der NASA, der ESA und der CSA.

## Standorte
Der Hauptsitz von COM DEV befand sich in Cambridge, Ontario; außerdem bestand eine Niederlassung in Ottawa. Weitere Standorte befanden sich in den Vereinigten Staaten, England, der Volksrepublik China und Indien.